# Mordechai J. Bereisch
Mordechai Ja(a)kow (Jakob) B(e)reisch (auch Markus Bereisch; geboren 6. Mai 1895 in Sokal; gestorben 6. Dezember 1976 in Zürich), genannt nach seinem Hauptwerk Chelkas Jakow (Jakobs Besitzteil), war ein bekannter haredischer Rabbiner.

## Biographie
Mordechai Bereisch entstammte der „Lehrtradition der galizianischen jüdischen Orthodoxie“. Im April 1929 zog er mit seiner Familie von Lemberg nach Duisburg. Dort hatten sich seit dem Ersten Weltkrieg zunehmend Juden aus Polen angesiedelt, die wegen fehlender heimischer Arbeitskräfte für die harte körperliche Arbeit im Bergbau und in Industrieunternehmen – vor allem in der Rüstungsindustrie – entweder angeworben oder zwangsverpflichtet worden waren. Von 1929 bis 1933 war Bereisch Vorsteher (Dajan) des 1919 gegründeten ostjüdischen Gemeindevereins Machsike Hadas (Erhalter des Glaubens) und Leiter einer Talmud-Tora-Schule. Im September 1929 richtete er einen Schabbat-Bezirk (Eruv) ein.
Am 18. März 1933 wurde Bereisch von fünf SS-Männern (Bereisch nannte sie später in einem Bericht Boten der Hölle) misshandelt. Der polnische Konsul berichtete dem Regierungspräsidenten in Düsseldorf, die herbeigerufene Polizei habe erklärt, dass „sie nicht da sei, um Juden Schutz zu gewähren“. Etwa eine Woche später, am Donnerstag, dem 23. März 1933, wurde Bereisch vor den Augen von rund 1000 Schaulustigen gemeinsam mit zwei anderen jüdischen Männern vor dem Duisburger Stadttheater im Rahmen einer verharmlosend Judenumzug genannten Prozedur brutal durch die Stadt getrieben, „und es war keiner unter ihnen, der protestiert hätte, als sie die Demütigungen, Beleidigungen und auch Schläge sahen, die sie mir auf dem ganzen Wege antaten“. Die SS-Männer hatten eine schwarz-rot-goldene Fahne um Bereisch geschlungen, die die beiden anderen Männer wie eine Schleppe tragen mussten. Dabei wurde er beschimpft und geschlagen, ihm wurden Haare ausgerissen und diese den Zuschauern zugeworfen, auch wurde sein Bart angezündet. Bereisch konnte sich vor seinen Peinigern in das Gemeindehaus zu dem Rabbiner Manass Neumark flüchten, weil nach den Worten von Bereisch ein „hoher Beamter“ die „verruchten Frevler anflehte“, ihn freizulassen. Bei dem „hohen Beamten“ handelte es sich um Polizeihauptmann Kurt Nabakowski (geb. 31. Oktober 1895 im schlesischen Marienwerder; gest. am 16. Mai 1974 im badischen Bühl), der Bereisch und die beiden anderen Männer in Haft nahm, um sie vor weiteren Übergriffen der SS und der Menschenmenge zu schützen.
Die entwürdigende Behandlung der Duisburger Juden wurde auf einem Foto festgehalten, das veröffentlicht wurde und international Empörung auslöste. Die nationalsozialistische National-Zeitung behauptete, den Juden sei hierbei „nicht ein Härchen gekrümmt“ worden, aber eine Amsterdamer Zeitung habe den Vorfall zu einer „gemeinen Hetze gegen das Deutschtum“ genutzt, woraufhin Juden in Amsterdam deutsche Dienstmädchen verprügelt hätten. Auf Anraten von Nabakowski floh Bereisch über Belgien und Frankreich nach Zürich: „Es war ein reines Wunder, daß ich den Zähnen der Bestien in Menschengestalt entging und den Kiefern der Raubtiere. Ich verließ sofort das bluttriefende Deutschland.“ Seine Frau reiste ihm im Juni 1935 mit den Kindern in das Exil nach.
Bereisch bewarb sich in Zürich als Rabbiner. Hilfreich war dabei ein Empfehlungsschreiben von Neumark, in dem es hieß: „Er ist nicht nur ein jüdischer Gelehrter von tiefem talmudischen und rabbinischen Wissen, sondern er hat auch die schöne Gabe, seine Gedanken klar, geistvoll und voller überzeugender Wärme darzustellen, so daß er den Geist und das Herz seiner Hörer erhebt und begeistert.“
Am 28. Oktober 1934 wurde Bereisch von der außerordentlichen Versammlung der Gemeinde Agudas Achim in Zürich mit großer Mehrheit zum Rabbiner gewählt. Ab Mai 1935 war er dort 40 Jahre lang tätig und baute die dortige Gemeinde „zu einem der größten ostjüdischen Zentren Europas“ aus. Er brachte die damals in Zürich lebenden osteuropäischen Betgemeinschaften zusammen und ließ für sie ein Gemeindehaus errichten. Dies habe eine „besondere Bedeutung“, weil die Nationalsozialisten die jüdische Kultur Osteuropas zerstörten und nur vereinzelte Gemeinden im Westen übrig blieben, so Brunschwig et al.
Mit seiner Frau Pesia, geborene Zügmann, die wie er aus Sokal stammte, hatte Bereisch vier Töchter und zwei Söhne. Ihm folgte als Rabbiner in Zürich sein 1933 noch in Duisburg geborener jüngster Sohn Schaul (1933–2019). Dieser schrieb über seinen Vater: „Seine talmudischen Werke [...] gehören zu den Klassikern der rabbinischen Welt.“ Als Bereischs wichtigstes Werk gilt die Responsensammlung Chelkas Jakow, die die Möglichkeiten eines gesetzestreuen jüdischen Lebens angesichts der Herausforderungen der modernen Welt behandelt.